# Filón de Atenas
Filón de Atenas (en griego antiguo: Φίλων, romanizado: Phílōn) fue un ingeniero militar griego de finales del siglo IV y principios del siglo III a. C.

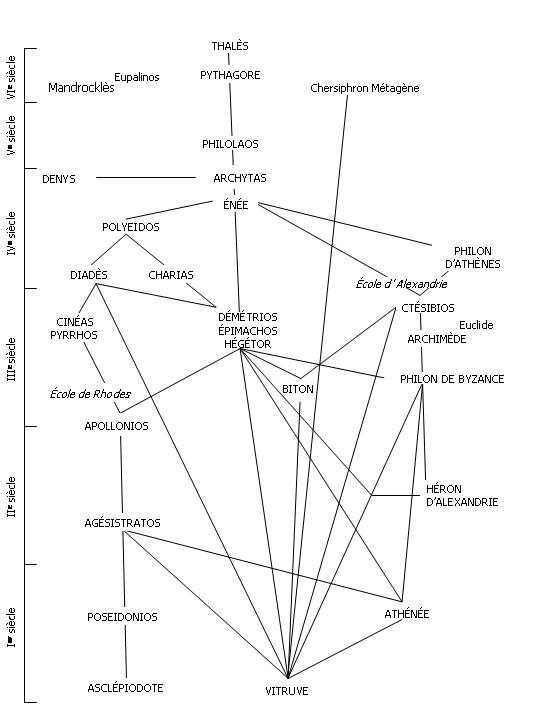
Principio de filiación entre los ingenieros de la Antigüedad.

Según Marco Vitrubio, habría trabajado en el templo de Deméter y de Perséfone, en Eleusis. Escribió un tratado sobre las proporciones de los templos, no conservado y cuya única referencia es la mención en la obra de Vitrubio. Dicho tratado es un índice histórico para el estudio de la noción del módulo.
A él se debe el arsenal del Pireo, destruido en el siglo I por Sila, y sobre el que escribió una obra de referencia aún en la época de Vitrubio. Plutarco califica a este arsenal como un edificio unánimemente admirado, del que se ha conservado una descripción grabada en una losa de mármol.
Fue el autor de un tratado de poliorcética. Los libros IV y V de Filón de Bizancio serían una adaptación o resumen. A su vez, el ateniense se habría inspirado en Eneas el Táctico, y añadido los elementos proporcionados al arte militar por las conquistas de Filipo II del Reino de Macedonia y de su hijo Alejandro. 